# عبد السلام العلمي
عبد السلام بن محمد العلمي طبيب مغربي عالم بالميقات، من أهل فاس مولداً ووفاةً. تخرج بمدرسة الطب بالقاهرة، وأنشأ مصحة صغيرة في بلده، وصنف "ضياء النبراس في حل مفردات الأنطاكي بلغة فاس" وهو غزير بالفوائد في موضوعه، فسر فيه المفردات الواردة في تذكرة الشية داوود، وأضاف إليها في نهاية الكتاب بعض المفردات الحديثة وتفسيرها. وكان قد شرع في تاليف كتاب آخر سماه "الأسرار المحكمة في حل رموز الكتب المترجمة"، وكذلك له كتاب "إرشاد الخل لتحقيق السابع بربع الشعاع والظل" وهي رسالة مطبوعة. وكذلك ابدع اليواقيت على تحرير المواقيت" وهو شرح لأرجوزة في التوقيت، مهد له بمقدمة مطولة أفردها في كتاب "دستور أبدع اليواقيت على تحرير المواقيت" في خزانة المنوني بمنكاس، وكذلك صنف كتاب "البدر المنير في علاج البواسير" على هامش ضياء النبراس.
ولد في عام 1258هـ - 1842م وتوفي في عام 1328هـ - 1910م.